# 川内伯豊
川内 伯豐（かわうち はくほう、1983年2月12日 - ）は、日本の書家、篆刻家、研究者。教育学修士、書道学博士。本名、川内佑毅。伯豐は号。別に伯豐道人、尚友齋の号あり。東京都港区出身。

## 経歴
- 2001年
  - 聖学院高等学校卒業
- 2005年
  - 東京学芸大学教育学部書道専攻卒業
- 2006年
  - 中国政府奨学金国費留学（浙江大学、〜2007年）
  - 第38回日展初入選
- 2008年
  - 東京学芸大学大学院教育学研究科総合教育開発専攻修了（教育学修士）
  - 大東文化大学大学院 文学研究科書道学専攻博士前期課程研究生（〜2009年）
- 2011年 - 毛筆書写技能検定準一級文部科学大臣賞受賞
- 2012年
  - 伯豐道人の書道・篆刻教室開業
  - 個展「ONWARDS!!The Calligraphic Life」（Ouchi Gallery、アメリカ合衆国)
- 2013年
  - 西泠印社主催第８回篆刻芸術評展優秀賞受賞
- 2014年
  - 大東文化大学人文科学研究所　兼任研究員就任　
  - 尚友書道会代表就任、書法研究誌「尚友」発行開始
- 2018年
  - 大東文化大学大学院文学研究科書道学専攻博士後期課程修了（書道学博士）
  - 大東文化大学青山杉雨賞受賞
- 2020年
  - 東洋大学文学部日本文学文化学科専任講師就任
- 2024年
  - 東洋大学文学部日本文学文化学科准教授就任

## 所属
- 東洋大学文学部日本文学文化学科　准教授
- 大東文化大学人文科学研究所　兼任研究員
- 読売書法会　幹事
- 謙慎書道会　常任理事
- 全日本篆刻連盟　理事
- 文京区書道連盟　理事
- 書学書道史学会　会員
- 全国大学書道学会　会員
- 全国大学書者書道教育学会　会員
- 書論研究会　会員
- 尚友書道会　主宰
- 元読売日本テレビ文化センター　講師（2010.4〜2020.4）
- 元NHK文化センター　講師（2019.7〜2020.7）

## 編著

### 著書
- 『法帖提要索引 法帖名書蹟名篇』（共編著、大東文化大学人文科学研究所、2014年3月）
- 『思い通りに印を刻る 篆刻上達のコツ』（単著、メイツ出版、2015年6月）
- 『法帖提要索引 人名篇』（共編著、大東文化大学人文科学研究所、大東文化大学人文科学研究所、2017年3月）
- 『思い通りに印を刻る 篆刻上達のコツ 新版』（単著、メイツ出版、2019年8月）
- 『篆刻鑑賞と分析のコツ 深い制作が理解につながる』（単著、メイツユニバーサルコンテンツ、2020年10月）

### 主な論考
- 「日本の篆刻指導方法の問題と改善案の提示」（『東アジア書教育論集』創刊号、東京学芸大学書道教育研究会、2011年）
- 「中国印論研究序説」（『書道学論集11』、大東文化大学大学院書道学専攻院生会、2014年）
- 「通湖山摩崖刻石の分析― 銘文の隷定及び字体・書風考察を中心として ―」（『書法漢學研究』16号、書法漢學研究会、2015年）
- 「明末期の印論における審美思想の形成」（『書学書道史研究25』、書学書道史学会、2015年）
- 「明末清初期の篆刻における理論と実作の相関 ー印論を中心としてー」（『公益財団法人日本習字教育財団学術研究助成成果論文集Vol.2』、日本習字教育財団、2016年）
- 「中国印論の伝神論・筆意論の形成における書論の受容」（『書論』43号、書論編集室、2017年）
- 「浙派の印跋における審美論の展開」（『書道学論集15』、大東文化大学大学院書道学専攻院生会、2018年）
- 「中国印論における審美論の形成と展開」（大東文化大学博士学位論文、2017年度)
- 「中国印論の品等における「神品」の特性」（『人文科学』第24号、大東文化大学人文科学研究所、2019年）
- 「趣味同人会編『拾逸印集』の基礎的研究ー戦前の台湾における篆刻蒐集の一端ー」（『書法漢學研究』26号、書法漢學研究会、2020年）
- 「河井荃廬が中国人士に刻した印ー『日本何井仙郎印譜』を中心にー」（『書法漢學研究』28号、書法漢學研究会、2021年）

### 寄稿
- 「河井荃廬「背臨虢盤銘」について」（「書道界」2012年10月号、藤樹社）
- 「西泠印社について〜基礎的な事実確認〜」（「書道界」2013年12月号、藤樹社）
- 「西泠印社について〜選手権の実態および日本人の印社社員〜」（「書道界」2014年1月号、藤樹社）
- 「福建印癖旅行記① 寿山石材市場の実相」（「書道界」2014年11月号、藤樹社）
- 「福建印癖旅行記② 石材工房街「樟林」の実態」（「書道界」2014年12月号、藤樹社）
- 「福建印癖旅行記③ 連史紙の郷〜連城県姑田鎮〜」（「書道界」2015年1月号、藤樹社）
- 「杭州で発見!!　河井荃廬印譜『日本何井僊郎印譜』」（「書道界」2015年7月号、藤樹社）
- 「蘇州図書館」（U-PARL編『世界の図書館から』、2019年4月、勉誠出版）
- 「調和体篆刻の可能性と展望ー現代中国印学における評価を参考にして」（「墨」2019年7・8月号、芸術新聞社）
- 「吉語印ガイダンス」（「墨」2020年9・10月号、芸術新聞社）

### 雑誌・ムック本
- 「小説　野性時代」2012年6月号（角川書店）— 畠中恵の篆刻体験を指導
- 「大人の趣味シリーズ　書を知る」（三栄書房、2014年3月）― 篆刻の歴史と手順を解説
- 「美文字女子の書道入門」（枻出版社、2015年1月）― 篆刻の概要と手順を解説

## 出演

### テレビ
- NEWS ZERO（日本テレビ）2013年11月1日
- L4 YOU!（テレビ東京）2015年9月9日